# Järva (hạt)
Hạt Järva (tiếng Estonia: Järva maakond), hoặc Järvamaa (tiếng Đức: Jerwen, tiếng Latinh: Jervia), là một trong 15 hạt ở Estonia. Nó nằm ở miền trung quốc gia và tiếp giáp với các hạt Lääne-Viru, Jõgeva, Viljandi, Pärnu, Rapla và Harju. Tháng 1 năm 2009 hạt Järva có dân số 29.940 người – chiếm 2,7% tổng dân số Estonia.

## Các khu tự quản

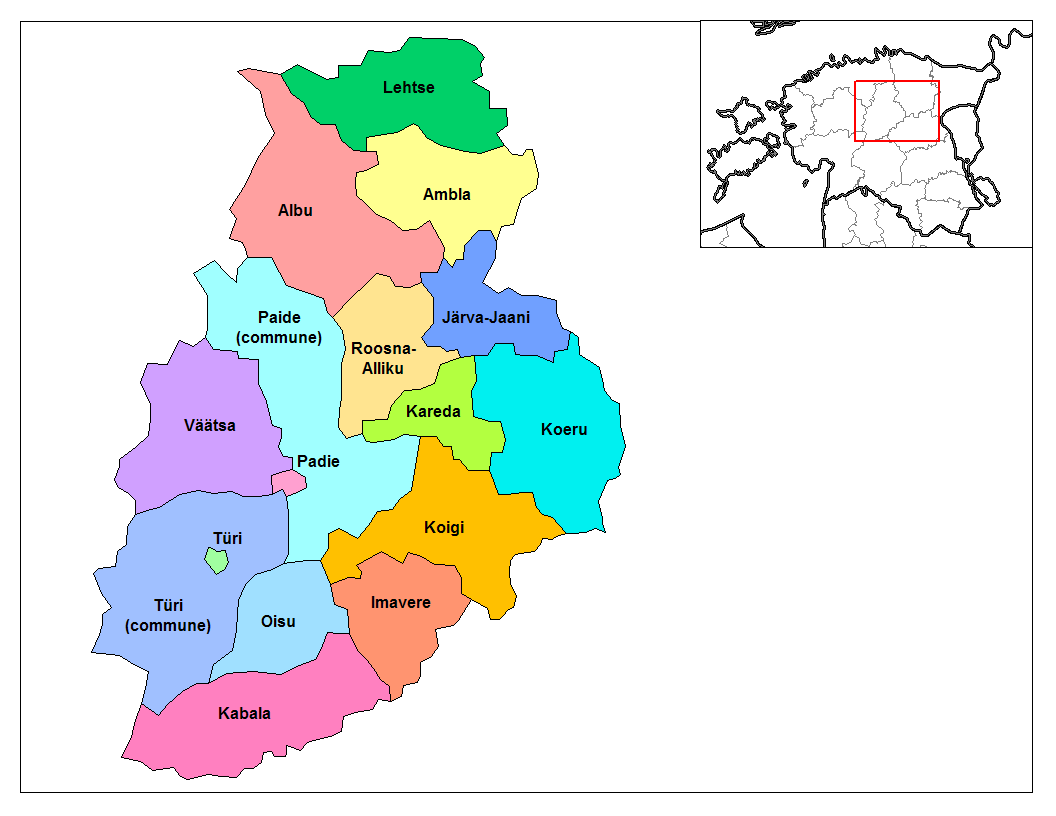
Các khu tự quản ở hạt Järva

Hạt được chia thành các khu tự quản. Có một khu tự quản thành thị (tiếng Estonia: linnad) và 11 khu tự quản nông thôn (tiếng Estonia: vallad ) ở hạt Järva.
Khu tự quản thành thị:
- Paide

Các khu tự quản nông thôn:
- Albu
- Ambla
- Imavere
- Järva-Jaani
- Kareda
- Koeru
- Koigi
- Paide
- Roosna-Alliku
- Türi
- Väätsa

## Hình ảnh

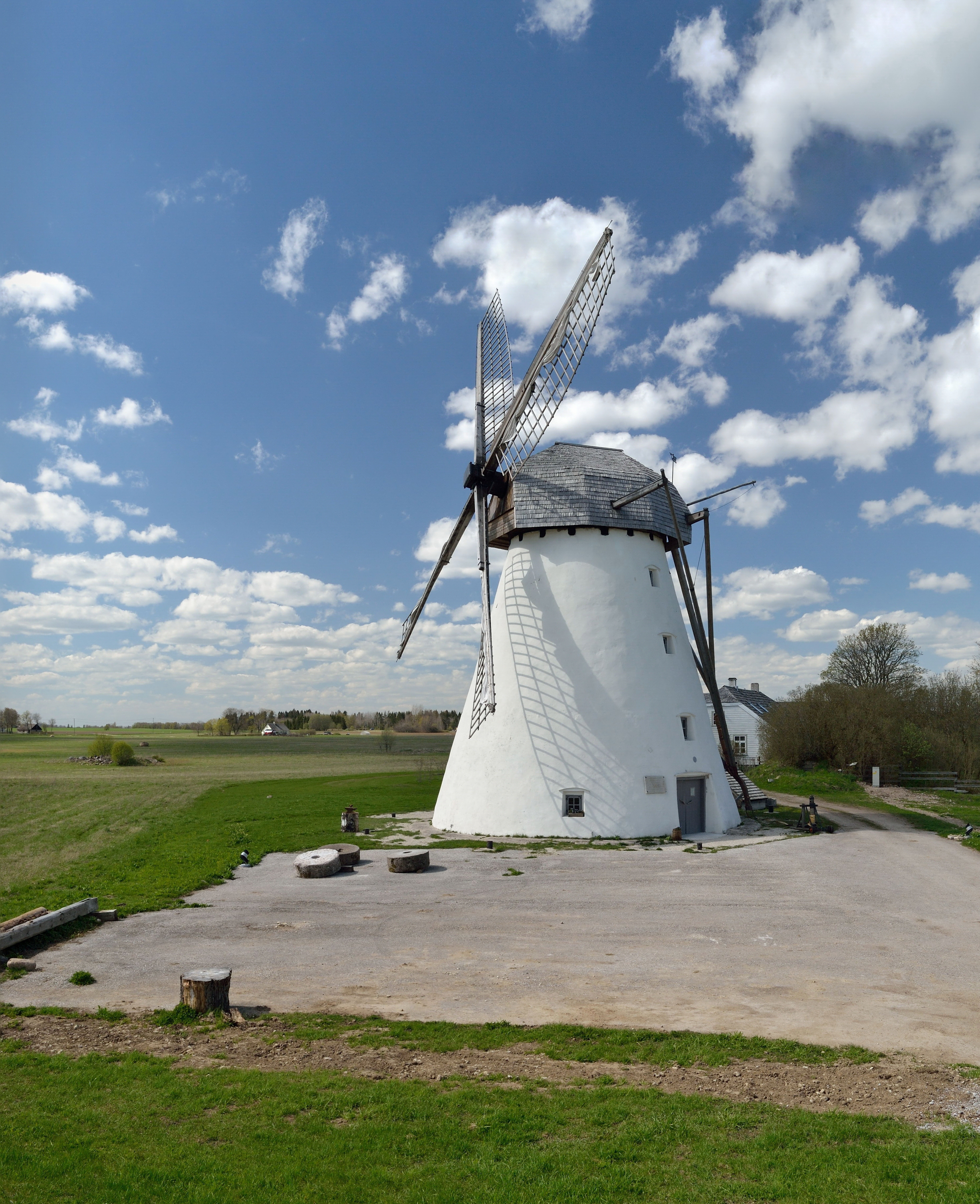
Cối xay gió Seidla
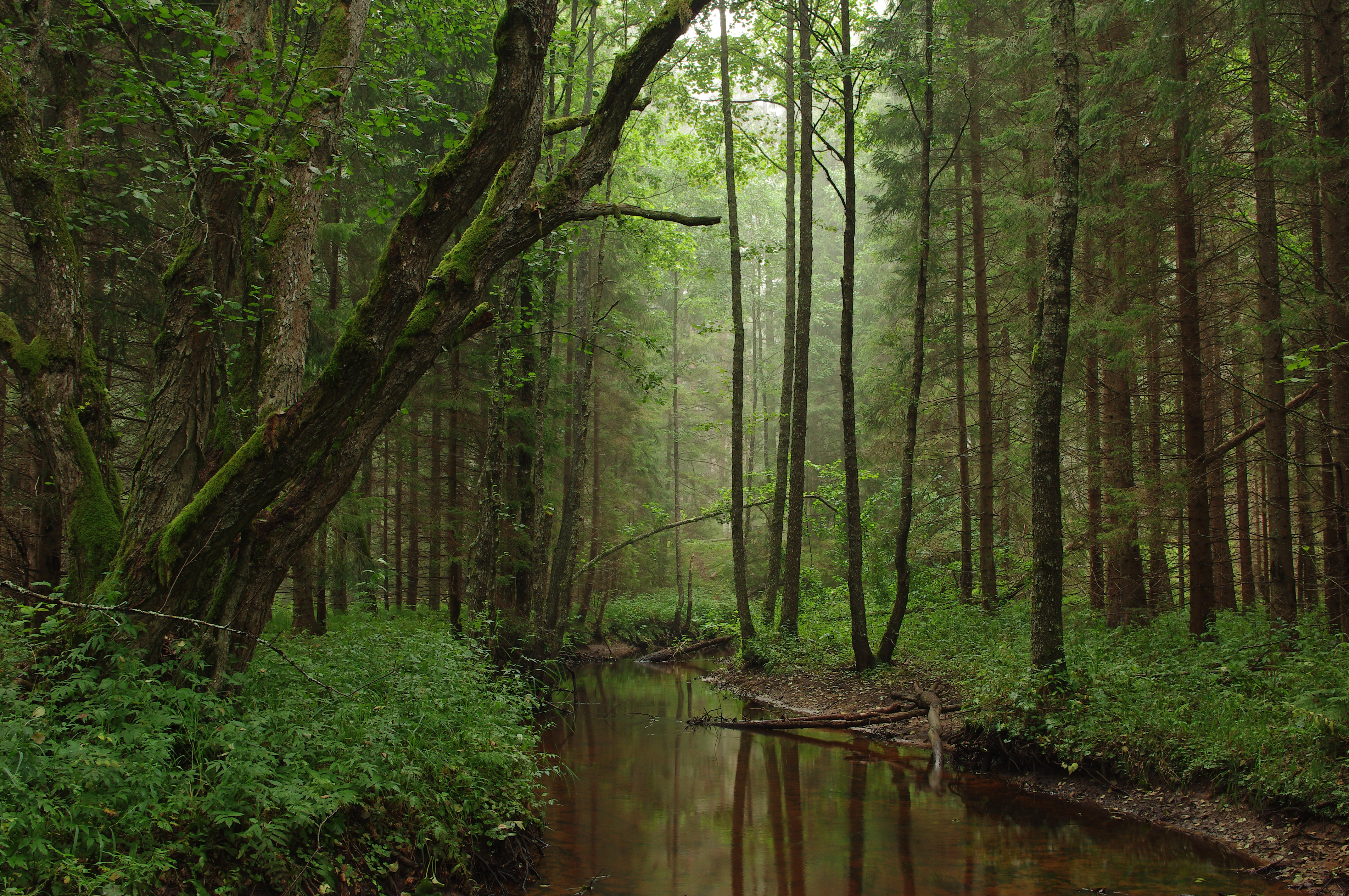
Sông Tarvasjõgi ở công viên Kõrvemaa
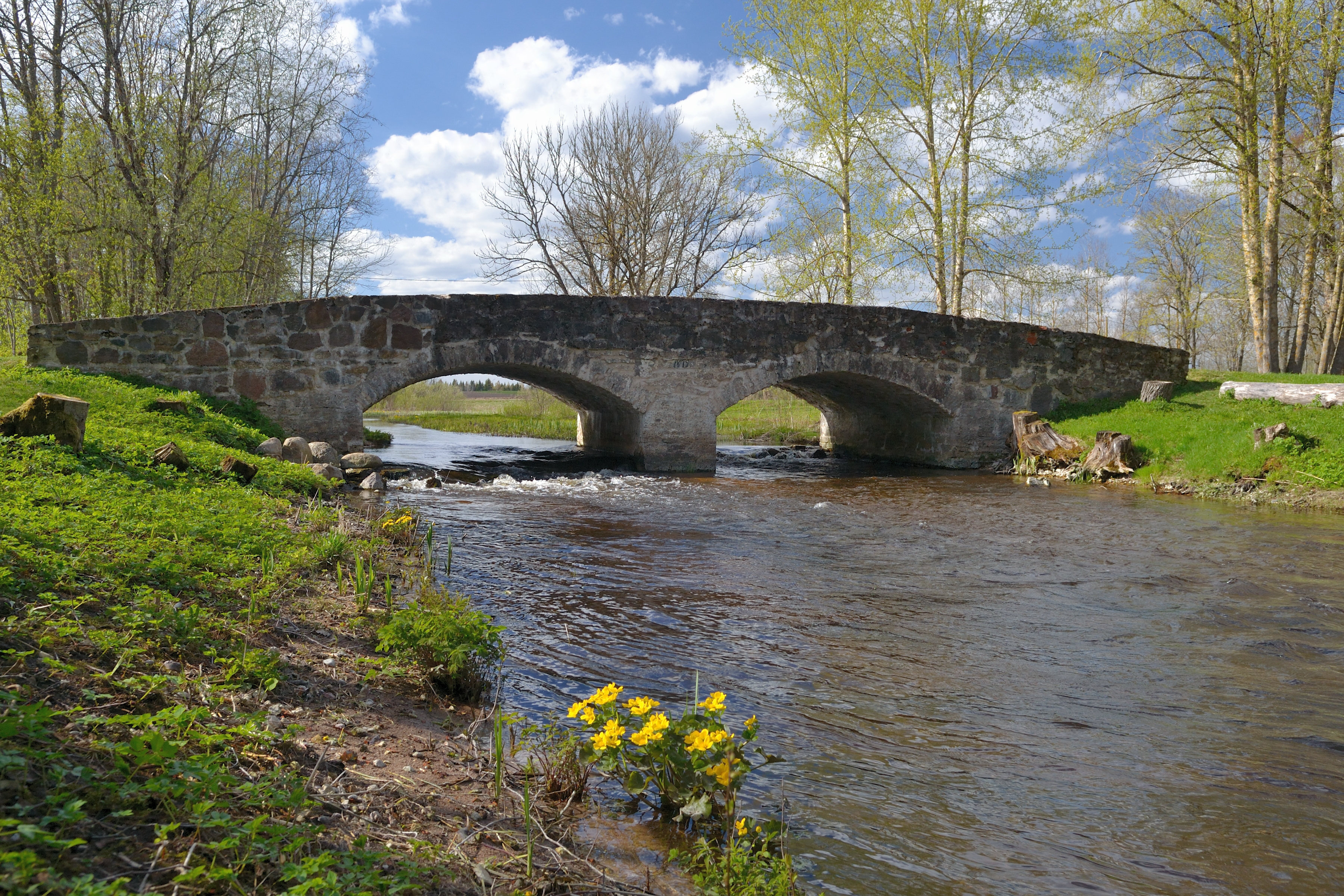
Cầu đá xã Albu ở sông Ambla
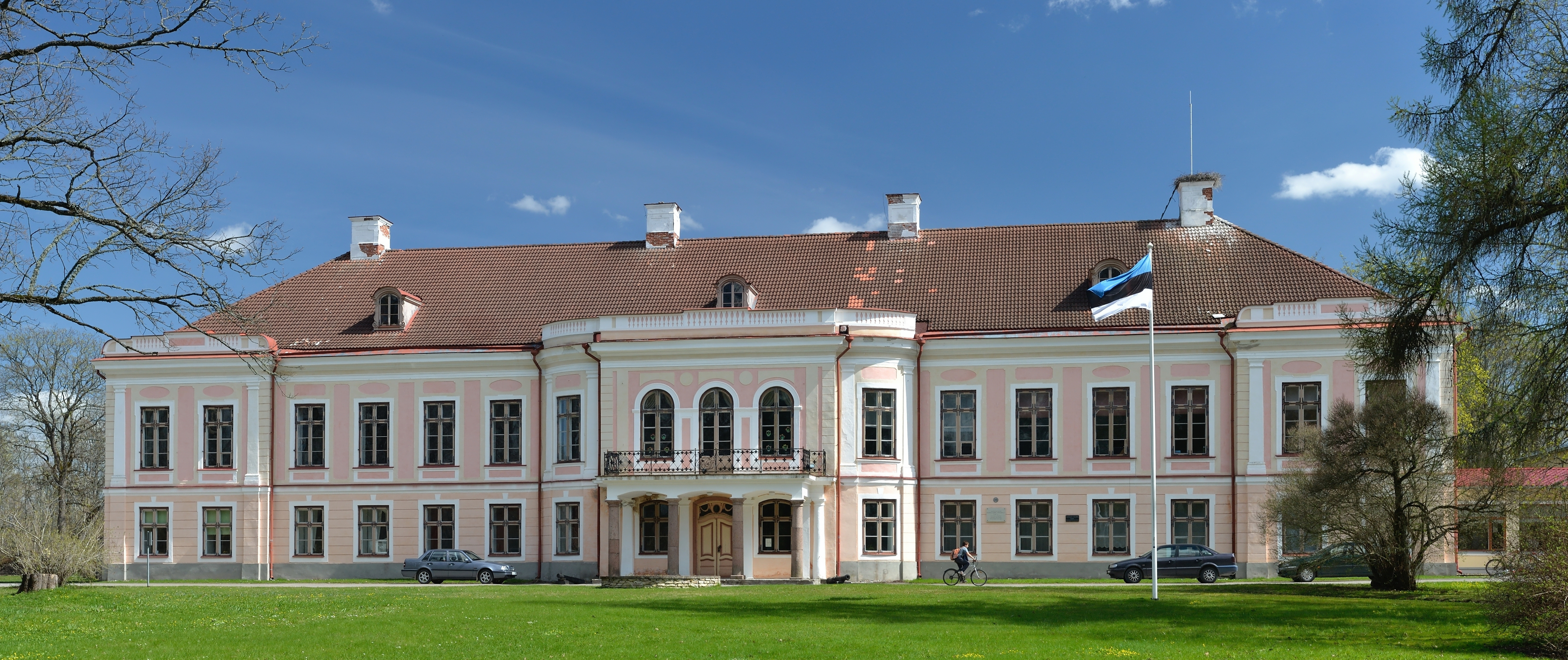
Biệt thự Roosna -Alliku
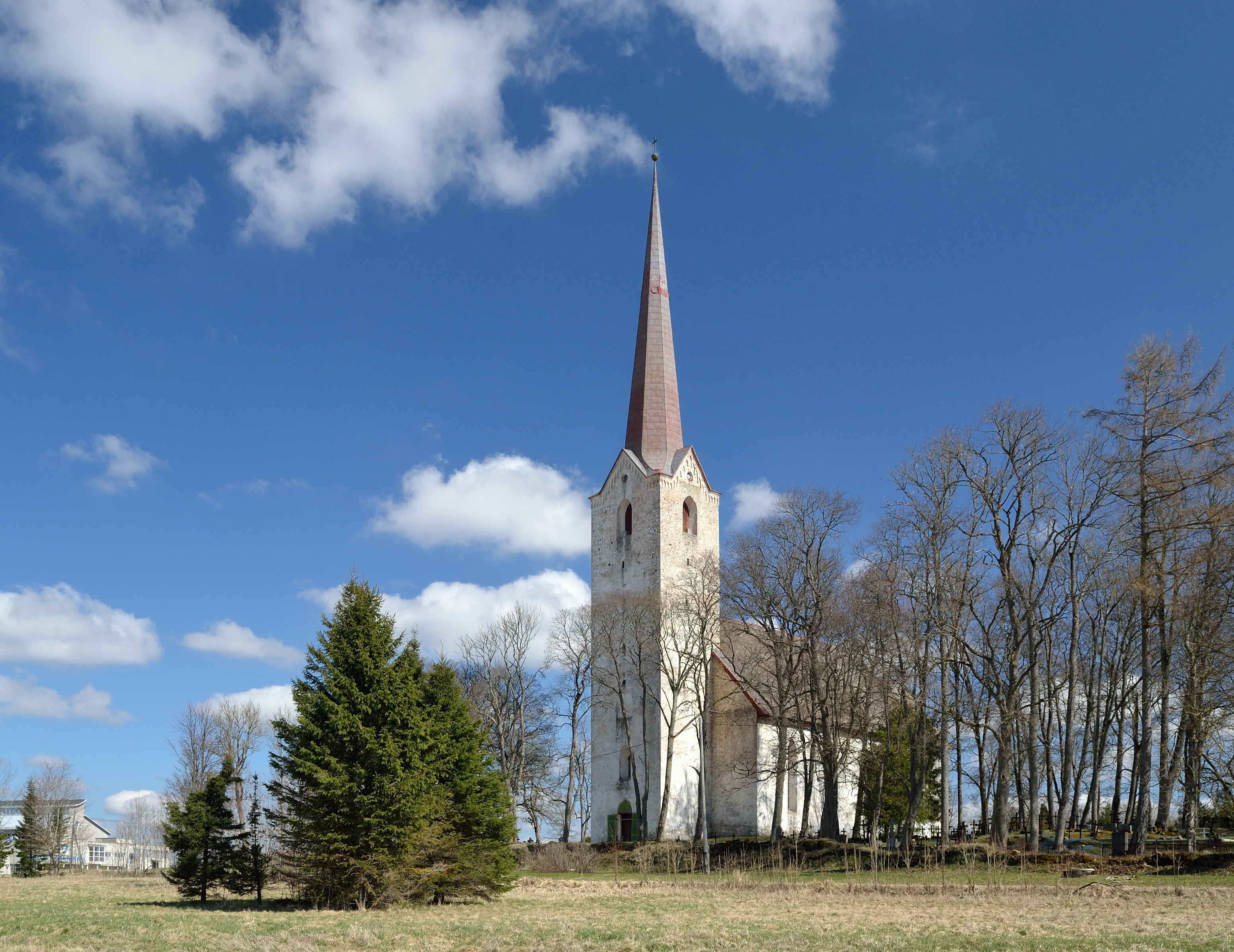
Nhà thờ Järva-Peetri
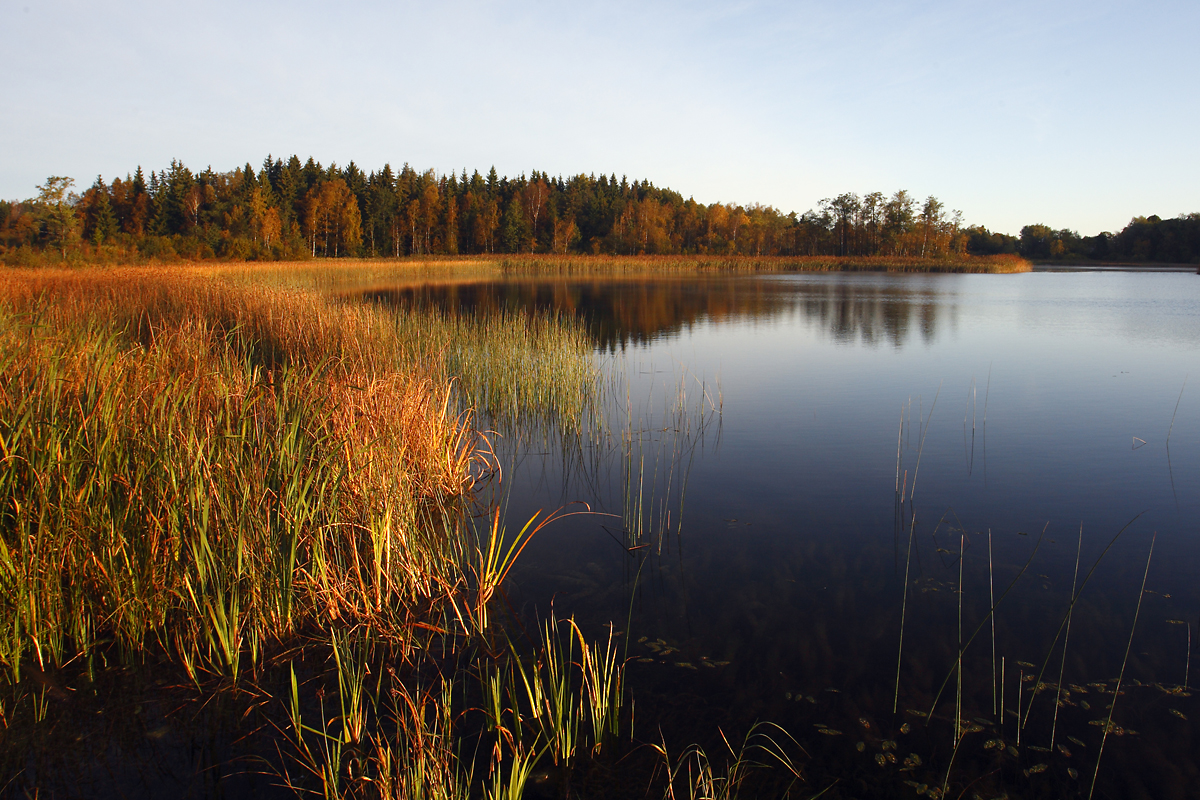
Hồ Väinjärv
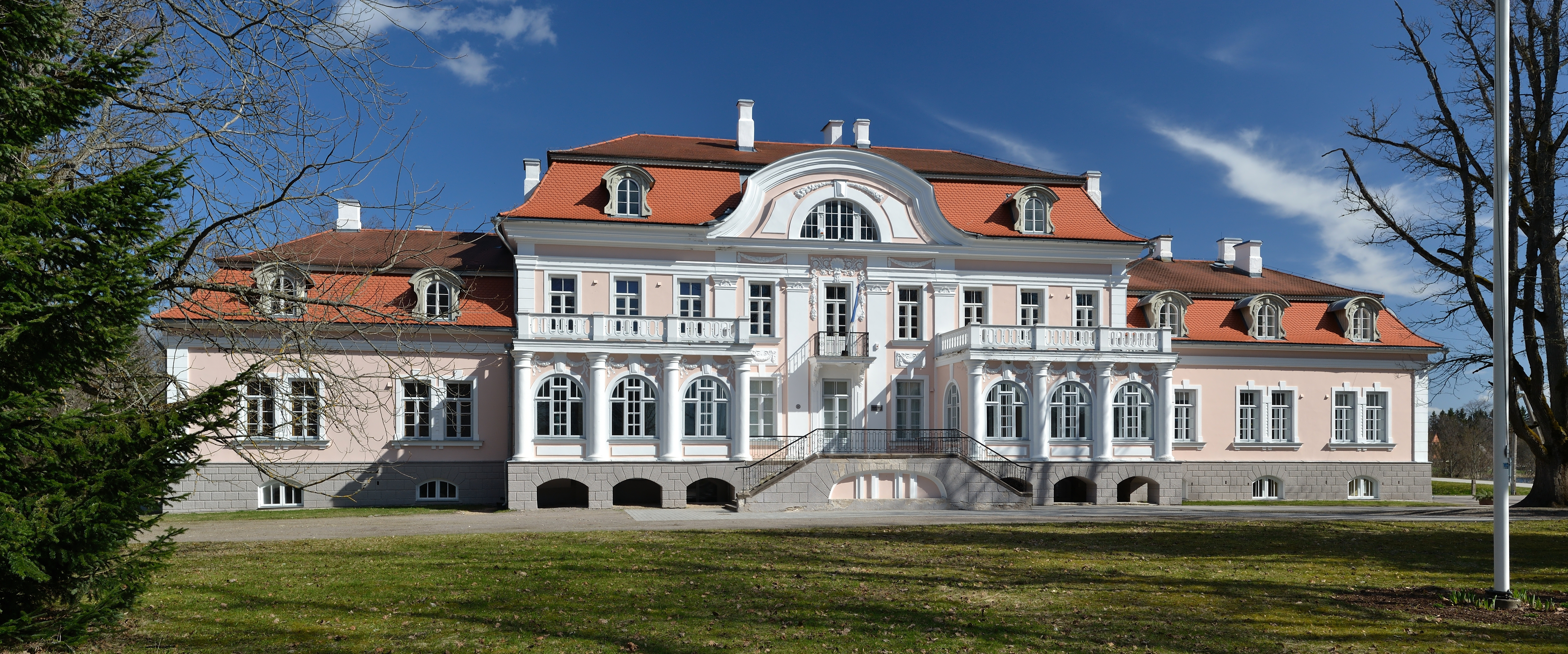
Nha thờ Laupa
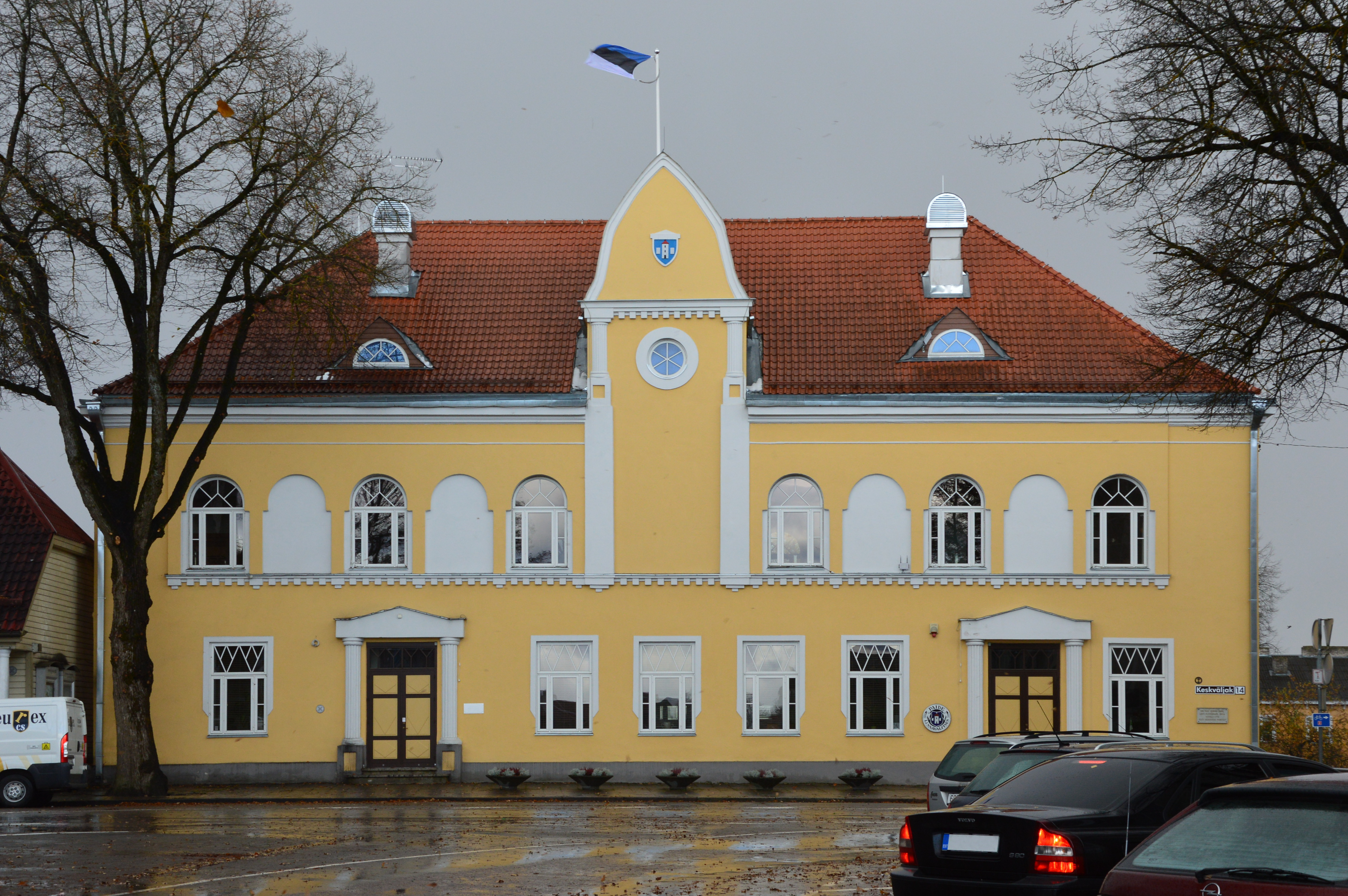
Toà thị chính Paide
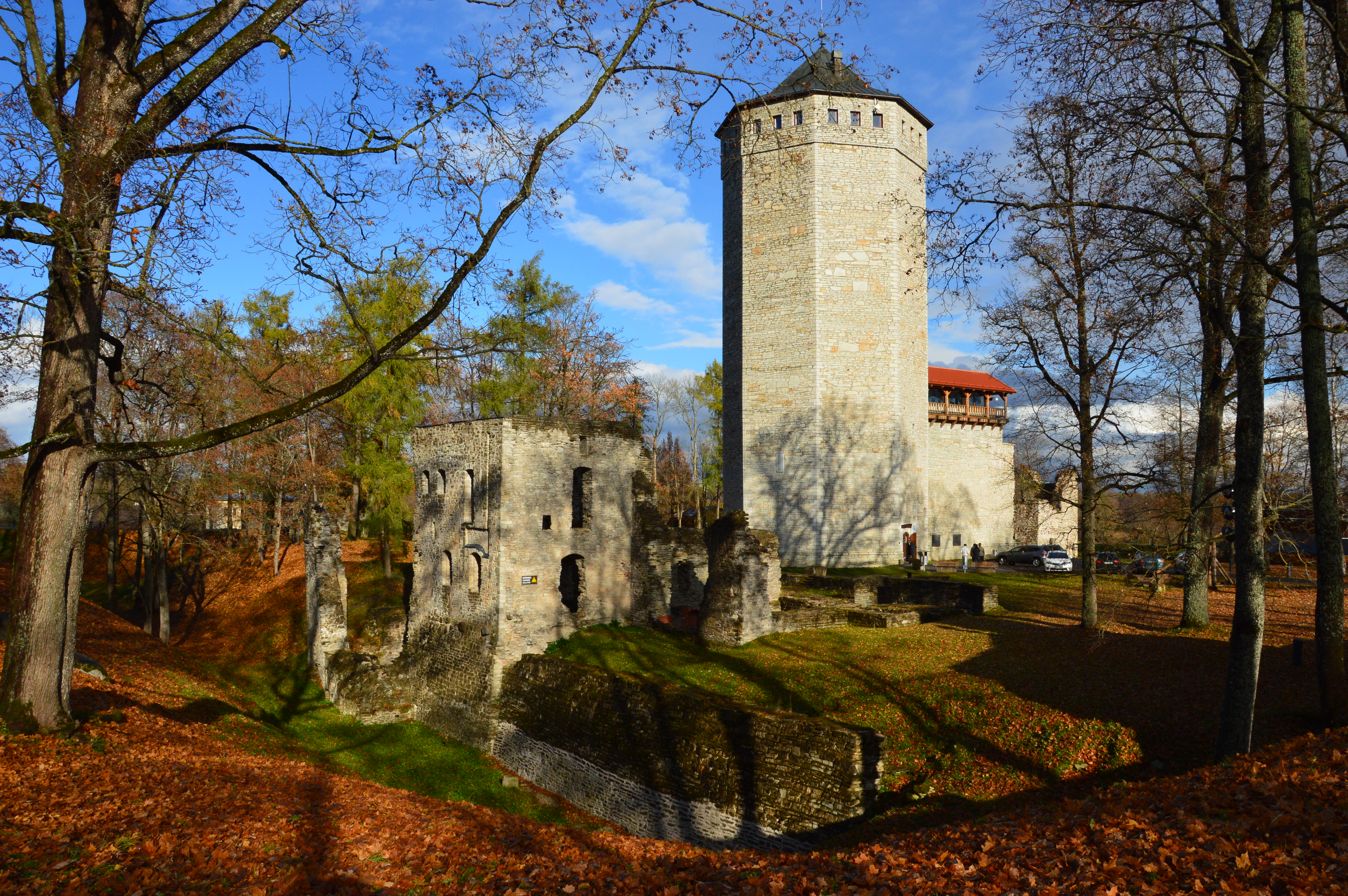
Lâu đài Paide